# Gamma Mensae
Gamma Mensae (25 Mensae) é uma estrela dupla na direção da constelação de Mensa. Possui uma ascensão reta de 05h 31m 52.66s e uma declinação de −76° 20′ 30.0″. Sua magnitude aparente é igual a 5.18. Considerando sua distância de 101 anos-luz em relação à Terra, sua magnitude absoluta é igual a 2.73. Pertence à classe espectral K4III.